# Onthophagus beesoni
Onthophagus beesoni là một loài bọ cánh cứng trong họ Bọ hung (Scarabaeidae).